# Белинцаго Новарезе
Белинцаго Новарезе (итал. Bellinzago Novarese) је насеље у Италији у округу Новара, региону Пијемонт.
Према процени из 2011. у насељу је живело 8993 становника. Насеље се налази на надморској висини од 194 м.

## Становништво
| 1931. | 1936. | 1951. | 1961. | 1971. | 1981. | 1991. | 2001. | 2011. |
| ----- | ----- | ----- | ----- | ----- | ----- | ----- | ----- | ----- |
| 5.370 | 5.345 | 5.945 | 6.899 | 7.488 | 8.151 | 8.140 | 8.365 | 9.375 |